# آنا هایراپتیان
آنا ولادیمیری هایراپتیان (ارمنی: Աննա Վլադիմիրի Հայրապետյան؛ زادهٔ ۸ سپتامبر ۱۹۸۹) شطرنج‌باز زن اهل ارمنستان است.
| به‌دلیل برخی مشکلات فنی، نمودارها موقتاً قابل مشاهده نیستند. اطلاعات بیشتر پیرامون این مشکل در فابریکاتور و وبگاه مدیاویکی در دسترس است. | |
| | به‌دلیل برخی مشکلات فنی، نمودارها موقتاً قابل مشاهده نیستند. اطلاعات بیشتر پیرامون این مشکل در فابریکاتور و وبگاه مدیاویکی در دسترس است. |